# Бодю, Виктор
Ви́ктор Бо́дю (рум. Victor Bodiu, род. 27 марта 1971, Кишинёв, Молдавская ССР, СССР) — молдавский экономист.

## Образование
- 1989–1994 — Государственный университет Молдовы, факультет физики, специальность «инженер — физик»
- 1995–1998 — Академия экономических знаний Молдовы, факультет финансов, специальность «экономист»

Различные стажировки за рубежом в области менеджмента и управления, банковского дела, оценки компаний, финансового анализа, банковских инвестиций

## Профессиональная деятельность
- 1994–1995 — «Pricewaterhouse LLP» (Проект USAID), консультант
- 1995–1996 — «Carana Corporation» (Молдова, Украина), консультант
- 1996–1998 — «International Business and Technical Consultants Inc. — IBTCI» (Проект USAID), консультант, менеджер группы
- 1998–1999 — Департамент приватизации и управления государственным имуществом, советник генерального директора
- 1999–2001 — Департамент приватизации, заместитель генерального директора
- 2001–2005 — «Raiffeisen Investment AG» (Австрия, Румыния, Республика Молдова), директор, менеджер проектов
- 2006–2009 — Представительство «Raiffeisen Bank» в Молдове, директор
- 2007–2009 — «Raiffeisen Leasing», генеральный директор
- 2009–2010 — член правительства Республики Молдова, Государственный министр
- 26 января 2010 — 22 декабря 2014 — Государственная канцелярия, Генеральный секретарь правительства Республики Молдова[3].

Виктор Бодю участвовал на выборах примара Кишинёва 2011 года от Либерал-демократической партии Молдовы. Вышел из избирательной кампании в пользу примара Дорина Киртоакэ, кандидата Либеральной партии.
Семейное положение: женат, имеет двух детей.
Указом Президента Республики Молдова № 4-V от 25 сентября 2009 г. назначен на должность Государственного министра.

## Награды
- 2014 — орден «Трудовая слава»[4]